# Réal du Faso
Réal du Faso, auch einfach nur RFA genannt, ist ein Sportverein in Ouagadougou (Burkina Faso). Aktuell spielt der Verein in der ersten Liga, der Première Division.

## Stadion
Der Verein trägt seine Heimspiele im Terrain de la FBF in Ouagadougou aus. Das Stadion hat ein Fassungsvermögen von 1000 Personen.